# Euproctis catapasta
Euproctis catapasta är en fjärilsart som beskrevs av Collenette 1951. Euproctis catapasta ingår i släktet Euproctis och familjen tofsspinnare. Inga underarter finns listade i Catalogue of Life.